# Quatrocentos e noventa e seis
Quatrocentos e noventa e seis (CDXCVI, 496) é o número inteiro que segue 495 e precede 497.

## Propriedades matemáticas
- Ele é um número perfeito, sendo o único número perfeito entre 100 e 1000.[1] Um número é perfeito quando ele é igual à soma dos seus divisores próprios, por exemplo, 6 = 1 + 2 + 3.[1]

## Física
Em física, o número 496 é um número muito importante na teoria das supercordas. Em 1984, Michael Green e John H. Schwarz percebeu que uma das condições necessárias para a teoria das supercordas fazer sentido era que a dimensão do grupo de calibre da teoria das cordas tipo I deve ser 496. O grupo é, portanto, SO (32). Percebeu-se, em 1985, que a cadeia heterótica pode admitir outro possível grupo de calibre, ou seja, E8 x E8.